# Ісмаїл Аділ-шах
Ісмаїл Аділ-шах (1498—1534) — другий шах Біджапуру. Більшу частину свого правління присвятив розширенню володінь Аділ-шахів. У той період було збудовано фортецю у Декані.

## Життєпис
Син Юсуф Аділ-шаха. Посів трон 1519 року. З огляду на молодий вік султана фактичним регентом став Камаль-хан. Згодом Ісмаїл опинився в становищі ув'язненого, а Камаль-хан спробував захопити трон. Пенджі Хатун, мати султана, влаштувала змову, внаслідок якої Камаль-хан був зарізаний у султанському палаці.
Після смерті Камаль-хана його син Ісмаїл-хан взяв в облогу султанський палац, щоб заарештувати Пенджі-Хатун та Ісмаїл Аділ-шаха. Проте Ісмаїл-хан загинув у сутичці біля брами палацу. Ісмаїл Аділ-шах почав керувати державою за допомогою своєї матері. Навернувся до шиїзму, яку проголосив державною вірою.
Спочатку 1520 року біля фортеці Райчур зазнав поразки від Крішнадевараї, магараджахіраджи Віджаянагару. Потім зосередив боротьбу проти декканських султанатів. Він виступив проти бідарського султана Амір Барід-шаха, але той відбив напад. Близько 1522 року останній разом із султанами Ахмаднагара, Голконди та Берару атакував Біджапурський султанат, але Ісмаїл Аділ-шах зміг захистити себе та свої володіння. Видав сестру — Маріам Султан — за Бурхан Нізам-шахом, султан Ахмаднагара, внаслідок чого той перейшов на бік Біджапуру.
Втім невдовзі погиркався зі швагером, оскільки не виконав обіцянки передати в якості посагу фортецю Шолапур. Наприкінці 1524 року Бурхан Нізам-шах спільно з берарським султаном Імад-шахом спробував захопити Шолапур, але невдало. За цим Ісмаїл Аділ-шах зіткнувся з голкондським султан Кулі Кутб-шахом, що 1525 року йшов на допомогу Бурхан Нізам-шаху. Ісмаїл Аділ-шах відправив свого Асада Кахана, щоб перешкодити Кулі Кутб-шаху, що він успішно зробив і пізніше взяв у полон бідарського султана Аміра Барід-шаха, коли той був п'яний. За договором Амір Барід-шах погодився віддати Хамнабад і Бідар. Він урочисто увійшов у фортецю Бідар і сів на трон. Через деякий час Амір Барід-шах відновив прихильність Ісмаїла Аділ-шаха і повернув собі Бідар.
1527 року прийшов на допомогу берарському султану Імад-шаху, завдяки чому вдалося завдати поразки ахмеднагарському султану Бурхан-шаху I. Того ж року надав прихисток бахманідському султану Калімулла-шаха, але відмовився виступити проти Бідарського султанату. 1528 року Ісмаїл видав свою сестру Хадіджу заміж за Імад-шаха. 
1530 року скориставшись розгардіяжем в Віджаянагарській імперії зумів захопити важливу Райчурську долину. 1531 року відняв в Бідарського султанату міста Кандагар і Кальяні. 1534 року зробив невдалу спробу захопити Ковилконду в Голкондського султанату. Помер по поверненні того ж року. Йому спадкував син Маллу Аділ-шах.